# The Star-Spangled Banner
The Star-Spangled Banner (en français : « La Bannière étoilée ») est l’hymne national des États-Unis. Le poème qui constitue le texte de l'hymne fut écrit par Francis Scott Key, paru en 1814. Avocat de 35 ans et poète amateur, Key l'a écrit après avoir assisté, pendant la guerre anglo-américaine de 1812, au bombardement du fort McHenry à Baltimore, dans le Maryland, par des navires britanniques de la Royal Navy entrés dans la baie de Chesapeake. Le texte rend hommage à la résistance héroïque de ceux qui défendirent le fort et qui furent en mesure de faire flotter le drapeau américain au sommet en dépit de l'acharnement de l'ennemi à y planter le sien.
La musique utilisée pour cet hymne était à l'origine créée pour The Anacreontic Song, également connue sous le nom To Anacreon in Heaven, une chanson à boire d'un club de musiciens britanniques en hommage au poète grec, Anacréon. La musique a été reprise par des Américains, et les paroles remplacées par celles de l'hymne actuel des États-Unis. Il a été reconnu pour un usage officiel par la marine américaine en 1889 et par la Maison-Blanche en 1916. Il a été finalement adopté comme hymne national par une résolution du Congrès en date du 3 mars 1931. La chanson se compose de quatre strophes, mais généralement seule la première strophe et le premier refrain sont chantés aujourd’hui.
Cet hymne est reconnu comme étant particulièrement difficile à chanter, même pour des professionnels,. Il exige en effet un registre vocal étendu, un bon contrôle de la respiration ainsi qu'un bon phrasé,.
Dès 1904, alors que ce n'est que l'hymne de la Navy, Giacomo Puccini l'emploie dans Madame Butterfly pour caractériser le lieutenant Pinkerton de l'USS Abraham Lincoln.
En 1969, au Festival de Woodstock, Jimi Hendrix joua une version historique de The Star-Spangled Banner en solo, à la guitare électrique tout en distorsion, évoquant des lâchers de bombes, durant la guerre du Viêt Nam. Elle a été également reprise par d'autres artistes de musique populaire tels que Whitney Houston en 1991, Marvin Gaye en 1983 et Fergie des Black Eyed Peas en 2018.

## Paroles

### Version officielle
| O say can you see, by the dawn's early light, What so proudly we hailed at the twilight's last gleaming, Whose broad stripes and bright stars through the perilous fight, O'er the ramparts we watched, were so gallantly streaming? And the rocket's red glare, the bombs bursting in air, Gave proof through the night that our flag was still there; O say does that star-spangled banner yet wave O'er the land of the free and the home of the brave? On the shore dimly seen through the mists of the deep, Where the foe's haughty host in dread silence reposes, What is that which the breeze, o'er the towering steep, As it fitfully blows, half conceals, half discloses? Now it catches the gleam of the morning's first beam, In full glory reflected now shines in the stream: 'Tis the star-spangled banner, O long may it wave O'er the land of the free and the home of the brave. And where is that band who so vauntingly swore That the havoc of war and the battle's confusion, A home and a country, should leave us no more? Their blood has washed out their foul footsteps' pollution. No refuge could save the hireling and slave From the terror of flight, or the gloom of the grave: And the star-spangled banner in triumph doth wave, O'er the land of the free and the home of the brave. O thus be it ever, when freemen shall stand Between their loved homes and the war's desolation. Blest with vict'ry and peace, may the Heav'n rescued land Praise the Power that hath made and preserved us a nation! Then conquer we must, when our cause it is just, And this be our motto: “In God is our trust.” And the star-spangled banner in triumph shall wave O'er the land of the free and the home of the brave!— The Star-Spangled Banner, Paroles officielles | Ô dites-moi, voyez-vous aux premières lueurs de l'aube, Ce que nous saluions si fièrement aux dernières lueurs du crépuscule, Et dont les larges bandes et les étoiles brillantes, dans la bataille périlleuse, Au-dessus des remparts que nous gardions, flottaient si vaillamment ? Et l'éclat rouge des fusées, les bombes explosant dans les airs, Prouvaient tout au long de la nuit que notre drapeau était toujours là ; Ô dites-moi, est-ce que la bannière étoilée flotte encore Sur le pays de la liberté et la patrie des courageux ? Sur nos côtes, cachée par les brumes épaisses, Où les orgueilleuses armées ennemies reposent dans un silence de mort, Qu’est-ce que cette brise, le long du versant, Comme elle souffle par intermittence, cache à moitié, révèle à moitié ? À présent elle capture l'éclat du premier rayon de soleil, Nous le renvoie dans toute sa gloire, maintenant elle brille dans le vent : C'est la bannière étoilée ! Ô puisse-t-elle longtemps flotter Sur le pays de la liberté et la patrie des courageux. Et où cette horde qui jurait dédaigneusement Que les foudres de la guerre et la désolation des combats, Ne nous laisseraient ni terre ni patrie ? Leur sang a purifié le sol qu'ils ont foulé. Aucun refuge n'a pu sauver le mercenaire ni l'esclave De la terrible déroute, et de la misère de la tombe : Et la bannière étoilée dans son triomphe flotte, Sur le pays de la liberté et la patrie des courageux. Ô qu'il en soit toujours ainsi, quand les hommes libres se dressent Entre leur patrie chérie et les désolations de la guerre ! Bénie par la victoire et la paix, que la terre protégée par le ciel Loue le Puissant qui a créé et préservé notre nation : Alors nous devons conquérir, car notre cause est juste, Et que cela soit notre devise : « En Dieu est notre confiance. » Et la bannière étoilée dans son triomphe flottera Sur le pays de la liberté et la patrie des courageux !— The Star-Spangled Banner, Traduction littérale |

### Version française
Version française fournie par l'ambassade des États-Unis d'Amérique à Paris :
I.

Oh ! Regardez dans la clarté du matin

Le drapeau par vos chants célèbres dans la gloire

Dont les étoiles brillent dans un ciel d'azur

Flottant sur nos remparts annonçant la victoire.

L'éclair brillant des bombes éclatant dans les airs

Nous prouva dans la nuit cet étendard si cher !

Chœur

Que notre bannière étoilée flotte encore,

Emblème de la liberté, de la liberté.

II.

Sur les côtes obscures à travers le brouillard épais

Quand l'ennemi hautain, dans le silence arme ;

Quelle est cette douce brise qui doucement s'élevait

Nous le fit découvrir dans le lointain caché !

Les premières lueurs de l'aurore matinale

Rayons de gloire brillèrent au lointain.

Chœur

Que notre bannière étoilée flotte longtemps

Sur le pays de la liberté, au pays des braves !

III.

Et où sont ces hommes qui prêtèrent serment

Que le ravage de la guerre et la confusion de la bataille

Ne seront plus jamais ce qu'une maison et un pays ne nous légueront

Leur sang a lavé les souillures de leurs traces immondes.

Aucun refuge n'a pu sauver ni le mercenaire ni l'esclave

De la frayeur des déroutes et de la tristesse de la tombe :

Chœur

Et la bannière étoilée flottera triomphalement

Sur cette terre de liberté et sur la demeure du courage

IV.

Oh ! Toujours tant que l'homme libre vivra

Entre son foyer et la désolation de la guerre

Béni par la victoire et la paix, secouru par le ciel

Célébrons le pouvoir qui a su préserver la nation

Et confiant dans la justice de notre cause

Répétons notre devise « En Dieu est notre espoir ».

Chœur

Et la bannière étoilée en triomphe flottera

Sur le pays de la liberté au pays des braves !